# Стремилово
Стреми́лово (до середины XIX века - Соба́кино, а также Стромы́лово) — село в Чеховском районе Московской области, в составе муниципального образования сельское поселение Стремиловское (до 28 февраля 2005 года входила в состав Стремиловского сельского округа).

## Этимология
Первоначальное наименование села — Собакино, было дано в честь имени новокрещёного татарина, который основал его в середине XVI века на землях у реки Хоростинка в волости Голичичи Боровского уезда. Позднее эти земли приобрёл боярский сын из Боровска Михаил Иванович Стромилов. Село стало называться Стромилово. При этом старое название Собакино использовалось наравне с новым. В середине XIX века село было переименовано в Стремилово.

## История

### Период с XVI до XIX века
Вскоре после покупки села Михаил Иванович Стромилов подарил свои владения Серпуховскому монастырю, о чём во вкладной книге монастыря сделана запись:

Михаил Иванович Стромилов дал земли 15 четей (7,5 га), да перелога, да лесом поросло 29 четей, да по речке Хоростинке 20 копен сена
— Вкладная книга Серпуховского Высоцкого монастыря 
Село Собакино упоминается в духовной грамоте Ивана IV 1572 г.

"Да сына же своего Ивана благословляю своим царством Руским [...]Даю ему город Москву, с волостми, и станы, и с путми, и с селы, и з дворы с гостиными и посадскими, и с тамгою, и с мытом, и с торги, и с лавками, и с дворы гостиными, и со всеми пошлинами, и с Добрятинским селом и с бортью, и с Висильцовым столом, и с числяки, и с сродницы. Да ему ж даю село Сомчинское с дворы городскими, и с Самсоновым лугом, да село Воробьево, и с Володимерским, и с Семеновским, и с Воронцовым, и с Кадашевым, и с деревнями, как было при мне. Да ему жь даю село Аминево, да село Хорошово, со всем, по тому, как было при
мне. Да ему жь даю на Сетуне село Волынское с деревнями, со всем, потому жь, как было при мне. Да ему жь даю село Воронцово, с дворы городскими, по обе стороны реки Яузы, и с мелницами, как
было при мне, да манастырь Лыщиков, и с дворы. Да ему жь даю слободку Калычевскую и с лугом, что было, за дядею моим, за князем Андреем Ивановичем, и за сыном его, за князем Володимером Андреевичем, да селы у Москвы, Сараевым, Едниским, Карташевым, Ясеневым, да под Москвою жь, что был есми променил князю Володимиру Андреевичу, селом Собакиным да селом Туриновым."
— Духовная грамота царя Ивана Васильевича 
После нашествия крымских татар под предводительством хана Давлет-Гирея в 1572 году стремиловские земли были страшно опустошены. Сохранилась льготная грамота Ивана Грозного серпуховскому Высоцкому монастырю, по которой монахи пять лет могли не платить в казну налоги. В грамоте говорилось:

"Сельцо Собакино, что была отчина Михаила Ивановича сына Собакина в Голичинской волости, а в ней была церковь Николая Чудотворца сожжена, двор монастырский сожжён, да семь дворов сожжены, да семь деревень, а в них 20 дворов сожжены".
— 
После смутного времени, по переписи 1628 года, в Стремилове насчитывалось 17 дворов.

### XIX век
В 1852 году в Стремилово насчитывалось 180 дворов. В них — 436 человек мужского пола и 546 женского. По количеству населения в округе Стремилово уступало только Лопасне. Земельные наделы были невелики (как и в остальных селах округа), что делало невозможным прокормить семью только крестьянским трудом и заставляло крестьян заниматься отхожими промыслами или устраиваться на какую-либо работу в городах. По данным 1861 года из 646 работников села Стремилова 447 уходили на постоянные заработки в город. При этом зачастую села и деревни "специализировались" на каком-либо промысле. В Стремилове по опросу 1980 года 106 дворов из 109 занимались плетением кружев, а в Стремиловской земской школе была учительница по кружевному делу.

### XX век
В 1905 году в Стремилове была построена земская больница.
Во время Столыпинской земской реформы на землях около Стремилова поселились крестьяне-переселенцы из Киева и Каменец-Подольского, что привело к появлению многих дворов с ранее здесь не встречавшимися украинскими фамилиями - Казак, Кузьменко, Пасечник, Великая и другие.
После Октябрьской революции сформировалась Стремиловская волость, в которую вошло 70 селений.
В 1929 году Стремиловская волость вошла в Лопасненский район.

#### Великая Отечественная война
В годы Великой Отечественной войны возле села проходил Стремиловский рубеж обороны Москвы. На этом рубеже с 22 октября по 18 декабря 1941 года держала оборону 17 стрелковая дивизия народного ополчения Москворецкого района города Москвы. В помощь 17-й Дивизии были приданы 26-я танковая бригада и часть Лопасненского истребительного батальона.
Для того, чтобы замедлить наступление немцев на Волоколамском направлении советское командование решило провести отвлекающий манёвр на Стремиловском рубеже обороны – перейти в наступление.
Войска 17-й Дивизии в количестве 1800 штыков предприняли наступление, потеряв за два дня около 800 человек убитыми, ранеными и пропавшими без вести. Эти действия остановили наступление немцев на Подольск и после двух месяцев обороны советские войска перешли в наступление.
На месте, откуда началась оборона установлен мемориальный комплекс. Вокруг мемориала расставлены противотанковые ежи. На постаменте стоит 76-мм дивизионная пушка образца 1942 года ЗИС-3.
Останки войнов, оружие и боеприпасы на месте обороны находят и по сей день. Например в июне 2008 года в болоте был обнаружен советский танк .

## Население
| 2002 | 2006 | 2010 |
| ---- | ---- | ---- |
| 655  | ↗736 | ↘712 |

## География
Стремилово расположено примерно в 16 км на запад от Чехова, на реке Стыдинка, левый приток реки Нара, высота центра посёлка над уровнем моря — 177 м. На 2016 год в Стремилово 9 улиц и 1 садоводческое товарищество.

### Мемориал «Стремиловский рубеж обороны в 1941 г.»

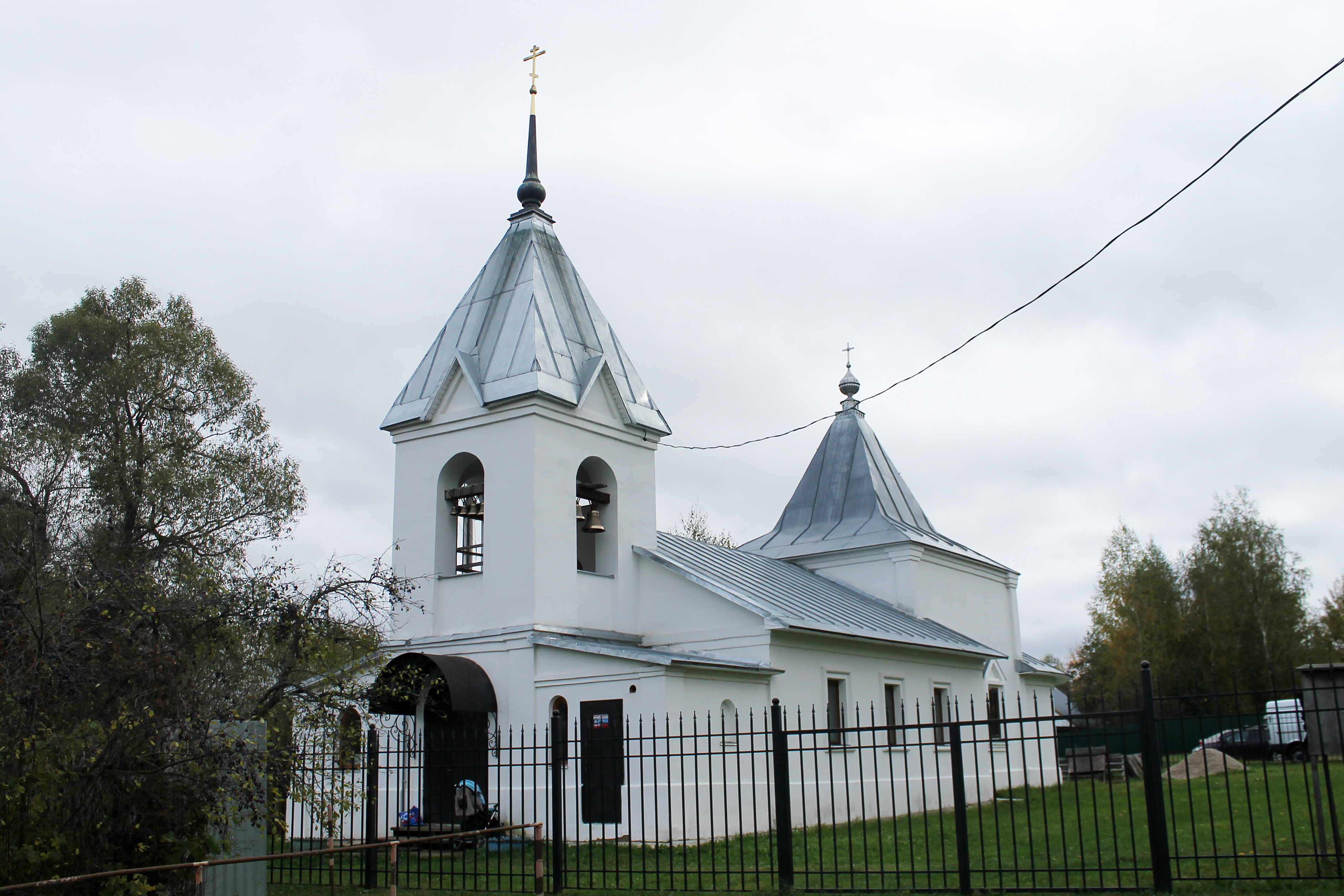
Храм святителя Николая

## Достопримечательности

Мемориал «Стремиловский рубеж обороны в 1941 г.»

### Храм святителя Николая
Никольская церковь (Церковь Николая Чудотворца) в Стремилово известна с XVI века как подворье Серпуховского монастыря, к 1883 году был построен кирпичный трехпрестольный храм в русском стиле с трапезной и высокой колокольней, взорванной в 1941 году, сам храм разрушен в 1960-х годах, в 2008 году приход возобновлён, начато строительство нового храма на новом месте. В настоящее время храм построен, ведутся отделочные работы и благоустройство территории.

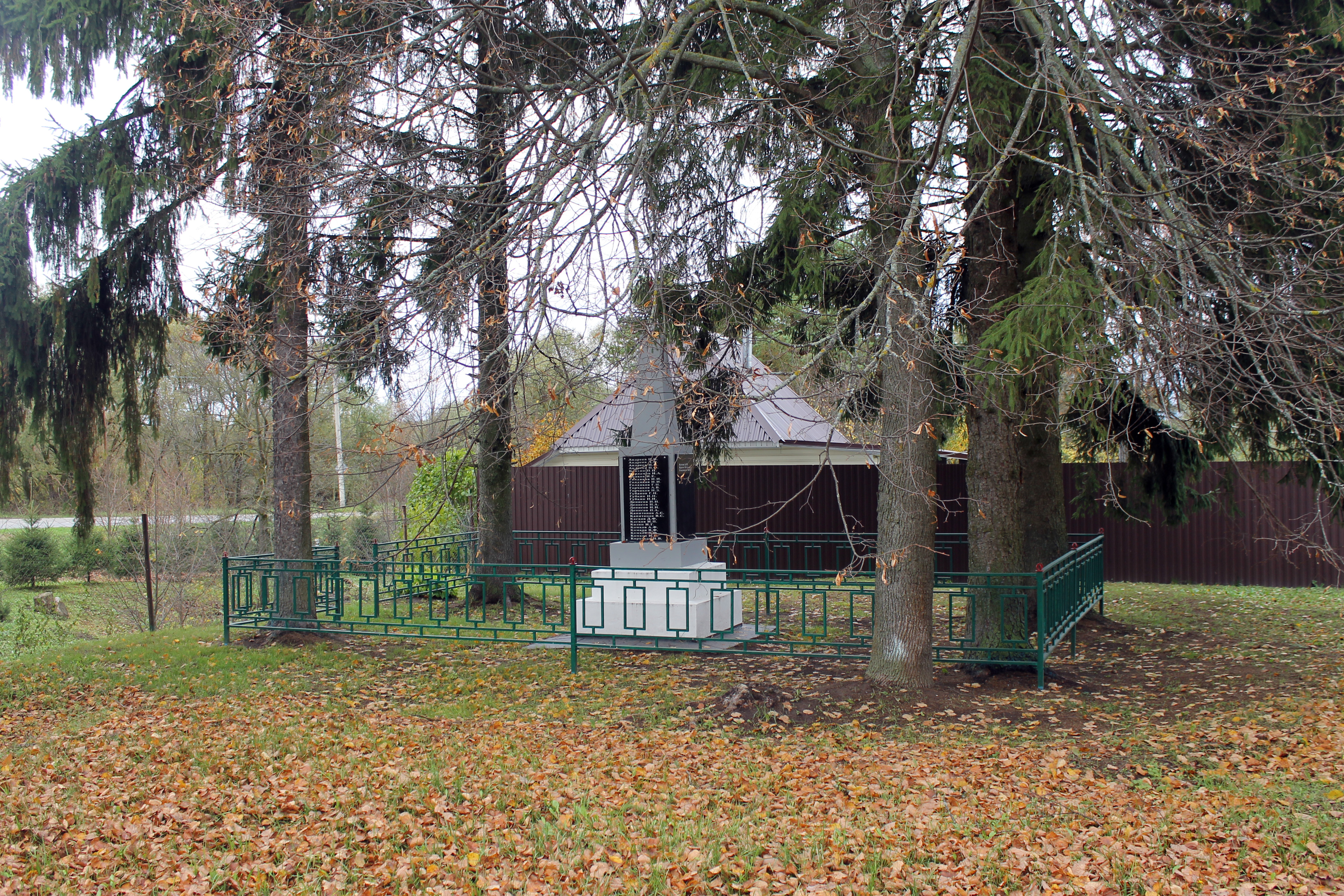
Памятник погибшим воинам

### Памятник погибшим войнам
Рядом с храмом святителя Николая находится памятник воинам—жителям села, погибшим в Великую Отечественную войну.

## Образование

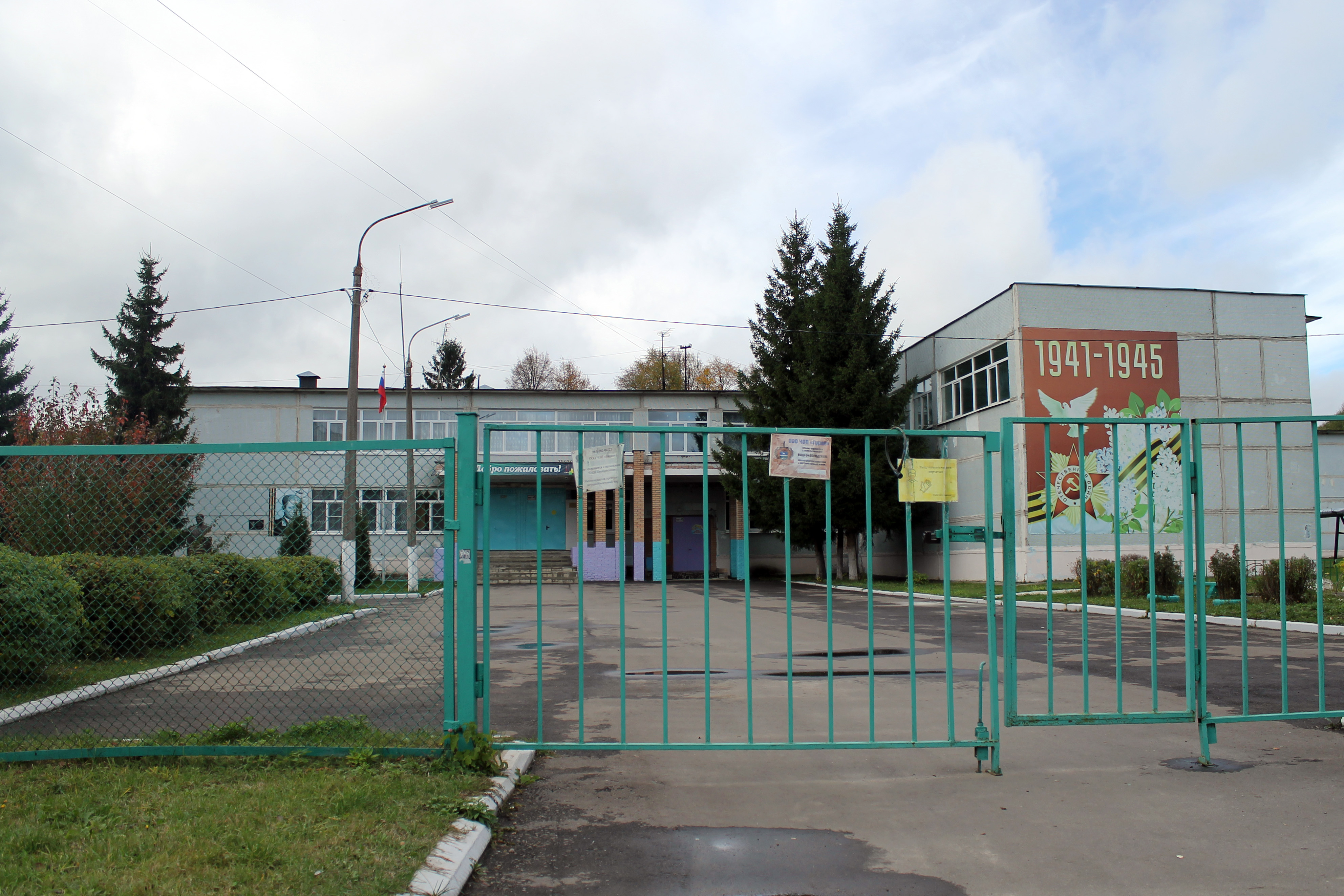
Стремиловская общеобразовательная школа

На территории села действует Стремиловская основная общеобразовательная школа им. К. П. Платонова.